# Dasagodanahalli, Belur
Dasagodanahalli là một làng thuộc tehsil Belur, huyện Hassan, bang Karnataka, Ấn Độ.